# Station Virville-Manneville
Station Virville-Manneville is een spoorwegstation in de Franse gemeente Virville.